# Axoclinus lucillae
Axoclinus lucillae е вид бодлоперка от семейство Tripterygiidae. Видът не е застрашен от изчезване.

## Разпространение и местообитание
Разпространен е в Колумбия, Коста Рика, Мексико, Никарагуа, Панама, Салвадор и Хондурас.
Среща се на дълбочина от 0,2 до 192 m.

## Описание
На дължина достигат до 3 cm.